# Gastón Torres
Gastón Alberto Torres  (Morteros, provincia de Córdoba, Argentina, 2 de febrero de 2000) es un futbolista argentino. Juega como mediocampista en Crucero del Norte del Torneo Federal A, cedido por Talleres de Córdoba.

## Trayectoria
Gastón Torres llegó a Talleres en 2015. Tras un gran paso por las divisiones inferiores, llegó a disputar la Copa Libertadores sub-20 con este equipo. Estuvo cerca de irse al Flamengo, pero se quedó y logró el campeonato nacional de esa temporada con la Reserva de Talleres. En 2020 finalmente logra la promoción al plantel superior de la mano de Alexander Medina. Luego de ir al banco durante varios partidos, logra su debut oficial en un partido de la Copa Maradona ante Lanús. Firmó su primer contrato en diciembre de ese mismo año.
El 7 de junio de 2023, se marchó cedido a Crucero del Norte, del Torneo Federal A, hasta diciembre del 2023.

## Clubes
| Club                       | País      | Año         |
| -------------------------- | --------- | ----------- |
| Talleres                   | Argentina | 2020 -      |
| Crucero del Norte (cedido) | Argentina | 2023 - act. |